# Novales (Huesca)
Novales (en aragonés Nobals o Novals) es un municipio español de la provincia de Huesca. Está situado en un llano, en la margen derecha del río Guatizalema, a 16 km al sureste de Huesca.

## Geografía

### Localidades limítrofes
- Albero Alto
- Argavieso
- Sesa

## Historia
Primera mención:
El 4 de diciembre de 1097, se cita al señor "Fortunio Garcez de Balle in Novales" (Ubieto Arteta, Colección diplomática de Pedro I, núm. 41, p.269)

## Administración y política
| Período   | Alcalde                  | Partido |  |
| --------- | ------------------------ | ------- |  |
| 1979-1983 | Manuel Bescós Otal       | UCD     |  |
| 1983-1987 |                          |         |  |
| 1987-1991 |                          |         |  |
| 1991-1995 |                          |         |  |
| 1995-1999 |                          |         |  |
| 1999-2003 |                          |         |  |
| 2003-2007 | Luis Manuel Bescós Nerín | PAR     |  |
| 2007-2011 |                          | PAR     |  |
| 2011-2015 | Vicente Monaj Rivarés    | PAR     |  |
| 2015-2019 | Vicente Monaj Rivarés    | PAR     |  |

| Partido político    | Partido político                                   | 2003   | 2007   | 2011   | 2015   |
| Partido político    | Partido político                                   | Ediles | Ediles | Ediles | Ediles |
|                     | Partido Aragonés (PAR)                             | 5      | 4      | 4      | 4      |
|                     | Ciudadanos (CS)                                    | —      | —      | —      | 1      |
|                     | Partido de los Socialistas de Aragón (PSOE-Aragón) | —      | 1      | 1      | —      |
| Total de concejales | Total de concejales                                | 5      | 5      | 5      | 5      |

### Evolución de la deuda viva
El concepto de deuda viva contempla solo las deudas con cajas y bancos relativas a créditos financieros, valores de renta fija y préstamos o créditos transferidos a terceros, excluyéndose, por tanto, la deuda comercial.
| Gráfica de evolución de la deuda viva del ayuntamiento entre 2008 y 2014                             |
| |
| Deuda viva del ayuntamiento en miles de Euros según datos del Ministerio de Hacienda y Ad. Públicas. |

La deuda viva municipal por habitante en 2014 ascendía a 0 €.

## Demografía
Novales cuenta con una población de 165 habitantes (INE 2024).
| Gráfica de evolución demográfica de Novales entre 1842 y 2021                                                       |
| |
| Población de derecho según los censos de población del INE Población de hecho según los censos de población del INE |

## Monumentos

### Monumentos religiosos
- Iglesia parroquial de Ntra. Sra. del Rosario, construcción románica del siglo XII.
- Ermita de San Joaquín del siglo XIX.

### Monumentos civiles
- Castillo, construido en el siglo XV.

## Cultura
- Yacimiento de la Edad del Hierro ubicado en la partida “Nido de los Cuervos”.

## Fiestas
- En octubre se celebran las fiestas en honor de la Virgen del Rosario.